# Camponotus solenobius
Camponotus solenobius é uma espécie de inseto do gênero Camponotus, pertencente à família Formicidae.